# Galeana, Nuevo León
Galeana là một đô thị thuộc bang Nuevo León, México. Năm 2005, dân số của đô thị này là 38930 người.